# Dirk Sterckx
Dirk Jozef Maria Sterckx (Herent, 25 september 1946) is een Belgische journalist en politicus voor Open Vld.

## Levensloop

### Jeugd
Hij studeerde Germaanse filologie aan de Rijksuniversiteit in Gent, waar hij verbonden was aan de studentenvereniging T.S.G. 't Zal Wel Gaan. Na zijn studies werd hij leraar Nederlands-Engels-Duits en gaf hij les aan tal van secundaire scholen in de regio Antwerpen, waaronder het Kon. Atheneum Mortsel. In 1971-1972 vervulde hij zijn dienstplicht, waarbij hij als leraar Nederlands en Engels verbonden was aan de Koninklijke Cadettenschool te Laken.

### BRT(N) / VRT
Hij begon zijn carrière als journalist bij de toenmalige BRT-televisie in 1975. In 1980 werd hij EG-correspondent voor datzelfde kanaal. Daarna werd hij achtereenvolgens in 1986 eindredacteur van het toenmalige VRT-journaal, in september 1994 eindredacteur en nieuwsanker van de tv-actualiteitenrubriek Terzake en in december 1996 ankerman en chef-nieuws, belast met de leiding van het toenmalige VRT-journaal. In december 1998 nam Sterckx ontslag als chef-nieuws bij de VRT om in de politiek te stappen. 

### VLD / Open Vld
Dirk Sterckx werd op 13 juni 1999 verkozen tot lid van het Europees Parlement op de lijst van de VLD. Tot 13 juni 2004 volgde hij de vervoersdossiers, milieudossiers en zetelde hij in de delegatie met de Verenigde Staten. Hij was ook van 1999 tot 2004 ondervoorzitter van de fractie van Europese Liberalen en Democraten. Van 16 februari 2004 tot aan de verkiezingen van 13 juni 2004 was Dirk Sterckx tevens ad-interimvoorzitter van de VLD. Hij verving de door interne discussie omtrent het migrantenstemrecht geteisterde Karel De Gucht. Hij moest komen tot een verzoening van de verschillende groeperingen binnen VLD. Bart Somers volgde hem op als voorzitter van de VLD.
In 2004 nam Dirk Sterckx een tweede mandaat in het Europees Parlement op. Hij zette zijn werk in de commissie Vervoer en Toerisme verder, volgde nu ook het Europees visserijbeleid op en was plaatsvervangend lid in de commissie Industrie, Onderzoek en Energie. Hij werd ook voorzitter van de delegatie met China. Naast al deze Europese functies zetelde Dirk Sterckx sinds 1 januari 2001 in de gemeenteraad van Lint. Binnen de VLD zat hij ook de werkgroep Europa voor die aan de hand van bijeenkomsten de partijlijn wilde uittekenen voor een verdere ontwikkeling van de Europese gedachte bewerkstelligen.
In februari 2007 droegen partijvoorzitter Somers en partijstrateeg Noël Slangen Sterckx voor om de Antwerpse Kamerlijst voor de federale verkiezingen van 2007 te trekken. Omdat Sterckx verkondigde niet te willen zetelen als Kamerlid, trok het partijbureau deze beslissing terug in en werd Somers lijsttrekker in de kieskring Antwerpen.
In juni 2009 werd Sterckx voor een derde maal verkozen als lid van het Europees Parlement. Ook was Sterckx in juni 2009 de derde kandidaat op provinciale Antwerpse kieslijst voor de Vlaamse verkiezingen van 2009. Hij geraakte verkozen, maar besloot te zetelen als Europees Parlement. In het Vlaams Parlement werd hij vervangen door Annick De Ridder.
In december 2009 was hij tweede running mate van Gwendolyn Rutten naast Dirk Van Mechelen toen Rutten zich als schaduwkandidaat had opgeworpen tegen Alexander De Croo. Rutten moest bij de voorzittersverkiezingen de duimen leggen voor De Croo.
Medio 2011 stapte Sterckx op uit het Europees Parlement, omdat hij 65 werd, om plaats maken voor zijn opvolger Philippe De Backer. Hij ontving een uittredingsvergoeding van ongeveer 190.000 euro, wat op controverse kon rekenen.
Bij de lokale verkiezingen 2012 kwam hij in Lint op als lijstduwer voor zijn partij. Hij werd verkozen met 219 voorkeurstemmen. Zijn partij behaalde er een totaal van 12,47% van de stemmen, goed voor twee verkozenen. Open Vld belandde in de oppositie nadat er een coalitie werd gevormd tussen sp.a-Groen enerzijds en N-VA anderzijds. Hij bleef nog tot in oktober 2015 in de gemeenteraad zetelen.
Op oudere leeftijd ging Sterckx in Knokke-Heist wonen. Ter ondersteuning van zijn partij stond hij bij de Vlaamse verkiezingen van juni 2024 als medelijstduwer op de Open Vld-lijst in de kieskring West-Vlaanderen. Enkele maanden later, in oktober 2024, was hij medelijstduwer van de lijst Gemeentebelangen in Knokke-Heist, maar hij werd niet verkozen.

### Bestuursmandaten
Eind 2014 werd Sterckx door Open Vld aangeduid als lid van de raad van bestuur van de VRT. In juni 2015 nam hij om persoonlijke redenen ontslag. In 2019 werd hij er opnieuw in opgenomen, ter vervanging van Christian Leysen, die Kamerlid werd. Ditmaal bleef hij lid van de raad van bestuur tot in juni 2023.
In 2013 werd hij lid van de raad van bestuur van de NMBS.
Naast lid van het partijbestuur van de VLD nationaal en in Lint is of was Sterckx bestuurder bij het Festival van Vlaanderen, de European Transport Safety Council (ETSC), het Havenbedrijf Gent en het Institute for European Studies (IES) van de Vrije Universiteit Brussel.

## Trivia
- In 2004 nam Sterckx deel aan het tweede seizoen van De Slimste Mens ter Wereld. Hij moest na twee deelnames de quiz verlaten.
- In 2008 kende de jongerenafdeling van Open Vld hem de "Blauwe Reus"-prijs toe voor zijn dossierkennis en impact op de Europese besluitvorming in het Europees Parlement.[21]